# العلاقات السويسرية الكوبية
العلاقات السويسرية الكوبية هي العلاقات الثنائية التي تجمع بين سويسرا وكوبا.

## مقارنة بين البلدين
هذه مقارنة عامة ومرجعية للدولتين:
| وجه المقارنة                                              | سويسرا                                                                                      | كوبا                              |
| --------------------------------------------------------- | ------------------------------------------------------------------------------------------- | --------------------------------- |
| المساحة (كم2)                                             | 41.28 ألف                                                                                   | 109.88 ألف                        |
| عدد السكان (نسمة)                                         | 8.21 مليون                                                                                  | 11.48 مليون                       |
| الكثافة السكانية (ن./كم²)                                 | 198.89                                                                                      | 104.48                            |
| العاصمة                                                   | برن                                                                                         | هافانا                            |
| اللغة الرسمية                                             | اللغة الألمانية، اللغة الإيطالية، لغة فرنسية، اللغة الرومانشية، الألمانية السويسرية الموحدة | اللغة الإسبانية                   |
| العملة                                                    | فرنك سويسري                                                                                 | بيزو كوبي، بيزو كوبي قابل للتحويل |
| الناتج المحلي الإجمالي (بليون دولار)                      | 678.89 مليار                                                                                | 87.13 مليار                       |
| الناتج المحلي الإجمالي (تعادل القوة الشرائية) بليون دولار | 518.07 مليار                                                                                |                                   |
| الناتج المحلي الإجمالي الاسمي للفرد دولار أمريكي          | 80.94 ألف                                                                                   |                                   |
| الناتج المحلي الإجمالي للفرد دولار أمريكي                 | 59.54 ألف                                                                                   |                                   |
| مؤشر التنمية البشرية                                      | 0.930                                                                                       | 0.769                             |
| رمز المكالمات الدولي                                      | +41                                                                                         | +53                               |
| رمز الإنترنت                                              | .ch، .swiss ‏                                                                                | .cu                               |
| المنطقة الزمنية                                           | توقيت وسط أوروبا، ت ع م+01:00، ت ع م+02:00، أوروبا/زيورخ ‏                                   | 00                                |

## منظمات دولية مشتركة
يشترك البلدان في عضوية مجموعة من المنظمات الدولية، منها:
| علم المنظمة | اسم المنظمة                   | تاريخ انضمام سويسرا | تاريخ انضمام كوبا |
| ----------- | ----------------------------- | ------------------- | ----------------- |
|             | منظمة حظر الأسلحة الكيميائية  | ?                   | ?                 |
|             | يونسكو                        | 28 يناير 1949       | 29 أغسطس 1947     |
|             | الاتحاد الدولي للاتصالات      | 1866                | 16 يناير 1918     |
|             | الأمم المتحدة                 | 10 سبتمبر 2002      | 24 أكتوبر 1945    |
|             | الاتحاد البريدي العالمي       | ?                   | ?                 |
|             | منظمة التجارة العالمية        | ?                   | ?                 |
|             | منظمة الشرطة الجنائية الدولية | ?                   | ?                 |

## أعلام
هذه قائمة لبعض الشخصيات التي تربطها علاقات بالبلدين:
- ألكسندر مارتينيز (23 أغسطس 1977 – )

## وصلات خارجية
- موقع وزارة الخارجية السويسرية
- موقع وزارة الخارجية الكوبية